# 기쁜 소식
《기쁜 소식》은 2003년 1월 5일 ~ 2003년 6월 29일까지 방영된 MBC 일요아침드라마이다.

## 등장 인물

### 주요 인물
- 정선경: 계승희(28세) 역 - 웨딩 채널 PD
- 박은영: 하진경(33세) 역 - 웨딩 채널 PD

### 승희의 시집
- 이경호: 정기영(30세) 역 - 이국희의 첫째 아들, 계승희의 남편, 웨딩 채널 기획팀 근무
- 박철: 정재롬(28세) 역 - 이국희의 둘째 아들, 뮤지컬 배우
- 박미영: 백공순(26세) 역 - 지방 졸부집 딸, 정재롬의 아내
- 김태현: 정필립(27세) 역 - 이국희의 막내 아들
- 선우용여: 이국희(50세) 역 - 시어머니, 비누가게 경영
- 송기윤: 이국광(40대 중반) 역 - 이국희의 남동생, 계승희의 친정 아버지 계영두의 해병대 부하

### 승희의 주변 인물
- 윤지숙: 윤지미(28세) 역 - 웨딩 채널 MC, 계승희와 입사 동기, 하진경과 한편
- 윤희주: 민효정(25세) 역 - 음대 대학원생

### 승희의 친정
- 양택조: 계영두(55세) 역 - 계승희의 아버지
- 선우은숙: 김금실(40대 후반) 역 - 계승희의 어머니
- 장언: 계동희(22세) 역 - 계승희의 남동생, 군 전역 후 휴학 중

### 그 외 인물
- 이다혜: 슬기 역
- 최종남
- 이다연
- 이정길: 정만세 역
- 손성민: 최삼수 역